# كورجون هوي
كورجون هوي (الاسم العلمي:Coregonus hoyi) (بالإنجليزية: Bloater)‏ هو نوع من الأسماك يتبع جنس الكورجون من فصيلة سمك السلمون.